# Wateroplosbare olieverf
Wateroplosbare olieverf (ook wel watervermengbare olieverf of H2oil genoemd) is een moderne variant van olieverf. De verf is ontworpen om verdund te worden door water. Ook de penselen kunnen gereinigd worden met water. De traditionele olieverf wordt verdund met terpentijn, waarbij terpentine wordt gebruikt om de penselen te reinigen.
Sommige mensen zijn allergisch voor deze oplosmiddelen. Bovendien zijn ze slecht voor de gezondheid omdat ze het organisch psychosyndroom, ofwel "schildersziekte" kunnen veroorzaken bij langdurig en veelvuldig gebruik.
Wateroplosbare olieverf kan op dezelfde manier verwerkt worden als olieverf, en heeft dus niet de nadelen die sommigen verbinden aan acrylverf. Het droogt langzaam, en er kan daardoor nat-in-nat mee geschilderd worden.
De wateroplosbaarheid wordt bereikt door een oliehoudend medium toe te voegen, waar een emulgator aan is toegevoegd. Dezelfde techniek wordt vanouds gebruikt bij eitempera.

## Merken
Er zijn verschillende fabrikanten die deze verf maken, waaronder:
- Royal Talens -- merknaam "Cobra"
- Grumbacher -- "Max Artists' Oil Colors"
- HK Holbein -- "Duo Aqua Oil"
- Winsor & Newton -- "Artisan Water Mixable Oil Color",
- Lukas (verf) – "Lukas Berlin"